# ディリクレの関数
ディリクレの関数（ディリクレの-かんすう）とは、実数全体の成す集合 ℝ 上で定義される次のような関数のことである。
{\displaystyle f(x)={\begin{cases}1&(x\in \mathbb {Q} )\\0&(x\in \mathbb {R} \smallsetminus \mathbb {Q} )\end{cases}}}
ただし、ℚ は有理数全体の成す集合であり、ℝ ∖ ℚ は無理数全体の成す集合である。式から分かるように、この関数はいたるところで不連続である。ディリクレの関数は数学者のペーター・グスタフ・ディリクレに因んで命名された。

## 積分可能性
{\displaystyle \sup \int _{b}^{a}f(x)dx=a-b}
{\displaystyle \inf \int _{b}^{a}f(x)dx=0}
が成り立つから、ディリクレの関数はリーマン積分不可能であることが分かる。一方、ルベーグ積分は可能で、その値は 0 である。これは、可算無限集合である ℚ はルベーグ測度に関して零集合であることによる。

## 周期性
この関数は、任意の有理数{\displaystyle a}に対して {\displaystyle f(x+a)=f(x)} となる。これは有理数体 ℚ が加法について閉じていることによる。
また、この関数は無限個の周期を持ち、かつ定数関数とならない一例である。

## 連続関数の極限としての表示
ディリクレの関数は、ディリクレ本人によって、
{\displaystyle f(x)=\lim _{n\to \infty }\lim _{k\to \infty }\cos ^{2k}(n!\,\pi x)}
と表せることが示されている（したがってディリクレ関数は 2 階のベール関数の一例である）。その方法は次による。
任意の有理数 q を考える。n! q は、十分大きな n に対して恒等的に整数である。それに比べ、無理数 r は、いくら n を大きく取っても n! r が整数にならない。従って、ディリクレの関数は、次のように変形できる。
{\displaystyle f(x)={\begin{cases}1&(n!\,x\in \mathbb {Z} )\\0&(n!\,x\in \mathbb {R} \smallsetminus \mathbb {Z} )\end{cases}}(n\to \infty )}
ただし、ℤ は整数全体の成す集合。さてここで、関数
{\displaystyle F(x)={\begin{cases}1&(x\in \mathbb {Z} )\\0&(x\in \mathbb {R} \smallsetminus \mathbb {Z} )\end{cases}}}
を表示できれば、f(x) = lim[n→∞] F(n!x) となって決着がつく。（F は単独で考えても興味深い関数である。） F は、不連続でありながらも周期的である。一定の周期を持つ関数として三角関数を考える。cos2(πx) は、x が整数であれば 1 を返し、それ以外であれば [0, 1) 内の実数を返す。[0, 1) 内の実数は、無限回冪乗することによって 0 に収束させることが出来る。また、1 はいくら冪乗しても常に 1 となって変化しない。これより、
{\displaystyle F(x)=\lim _{k\to \infty }\cos ^{2k}(\pi x)}
が結論付けられる。従って、
{\displaystyle f(x)=\lim _{n\to \infty }F(n!x)=\lim _{n\to \infty }\lim _{k\to \infty }\cos ^{2k}(n!\pi x)}
となる訳である。